# Shinsei Kamattechan
Shinsei Kamattechan (神聖かまってちゃん?) es una banda de noise rock japonesa, formada en 2007. La banda está formada por Noko, Mono, Misako y Yūnosuke. Se describen a sí mismos como una «banda de pop rock de internet», que refleja la combinación de melodías pop y piano con letras oscuras y sensibilidades del punk rock que se encuentran dentro de su música, así como la larga historia de la banda de transmitir tanto presentaciones en vivo como aspectos de su vida cotidiana en Internet.

## Historia

### 2010-2014: Debut
La banda ha desarrollado una base de fanáticos a través de sus transmisiones en vivo y la publicación de vídeos musicales caseros, lo cual es inusual en Japón. Lanzaron su miniálbum debut, Tomodachi wo Koroshite Made, el 10 de marzo de 2010, bajo la discográfica independiente Perfect Music. Su primer sencillo, «Yūgata no Piano», fue lanzado el 7 de julio del mismo año. Más tarde firmaron un contrato con Warner Music Japan y lanzaron su primer álbum de estudio, Tsumanne, el 22 de diciembre. El mismo día, también lanzaron el álbum Minna Shine en Perfect Music.
En la primera mitad de 2011, el grupo interpretó el tema de apertura del anime Denpa Onna to Seishun Otoko, titulada «Os-Uchūjin». Las voces fueron proporcionadas por la actriz de doblaje Asuka Ōgame, y el 27 de abril de 2011 se lanzó un sencillo bajo el nombre de Erio wo Kamattechan. La película de ficción Gekijōban Shinsei Kamattechan / Rock 'n' Roll wa Nariyamanai, que gira en torno a una versión dramatizada de la banda con los miembros interpretados por ellos mismos, fue dirigida por Yu Irie y estrenada por Spotted Productions en Japón el 2 de abril. La película tuvo su estreno internacional en el Festival de Cine Asiático de Nueva York 2011, con el título en inglés Ringing in Their Ears. El 31 de agosto, lanzaron su cuarto álbum de estudio, 8-gatsu 32-nichi e.
En marzo de 2012, la banda lanzó un sencillo en colaboración con B.B.Queens bajo el nombre B.B. Kamattechan, el cual era un cover de la canción «Yume no END wa Itsumo Mezamashi!» (1993) de B.B. Esto fue seguido por el primer sencillo más importante de la banda «Chie-chan no Seisho» en octubre, y el lanzamiento de su quinto álbum de estudio, Tanoshiine, el 14 de noviembre.
Al año siguiente, Noko realizó actividades en solitario, prestando su voz para el tema de apertura del anime Aku no Hana, y lanzando un álbum como solista, Shinsei Kamattechan. El álbum, titulado de la misma manera que la banda, fue lanzado el 11 de septiembre de 2013 y contenía covers propios con nuevos arreglos de las canciones de Shinsei Kamattechan.
En marzo de 2014, el grupo lanzó un DVD que contenía imágenes en vivo de los años 2009 a 2013, titulado Shinsei Kamattechan Live History 2009-2013, seguido de su segundo sencillo en abril, «Front Memory», con Makoto Kawamoto como invitada. Dos sencillos más, «Robot no Yoru» y «Zuttomo», fueron lanzados consecutivamente en los meses de mayo y junio, con el primero lanzado exclusivamente en plataformas digitales. Su sexto álbum fue lanzado el 10 de septiembre de 2014, titulado Hero Syndrome.

### 2015-presente: Canciones para anime
Celebrando cinco años desde su debut, la banda lanzó Best Kamattechan, su primer álbum de grandes éxitos, en 2015. Contenía canciones seleccionadas de cada uno de sus seis álbumes de estudio. La edición limitada incluía imágenes en vivo y canciones adicionales, interpretadas por artistas como Dempagumi.inc, Sumire Uesaka y tofubeats.
El 6 de julio de 2016, Shinsei Kamattechan lanzó su segundo EP y séptimo álbum de estudio Natsu.Install. En un esfuerzo por promocionar el álbum, los miembros subieron al monte Fuji durante una transmisión en vivo en el sitio web de transmisión TwitCasting, alcanzando la cima el 1 de julio.
En abril de 2017, su canción «Yūgure no Tori» se utilizó como tema de cierre para la segunda temporada de Shingeki no Kyojin. La canción fue lanzada como un doble lado A titulada «Yūgure no Tori / Hikari no Kotoba» bajo el sello Pony Canyon en mayo, con una portada ilustrada por el autor de Shingeki no Kyojin, Hajime Isayama. Su octavo álbum de estudio, fue lanzado el 6 de septiembre de 2017, titulado Osanasa wo Nyuin Sasete.
En 2018, la canción de la banda, «Front Memory», fue elegida como canción principal de la película Koi wa Ameagari no You ni, interpretada por la cantante Emiko Suzuki y arreglada por Seiji Kameda, con Noko y Mono contribuyendo adicionalmente en la banda sonora. Su noveno álbum de estudio, Tsun×Dere, fue lanzado el 4 de julio de 2018, con la presencia del vocalista y guitarrista de Regal Lily Honoka Takahashi en el sencillo «Akizora Cider». Un año después, Shinsei Kamattechan lanzó el sencillo digital «Delay», seguido por «Mainichi ga News» en octubre, que estaba vinculado a una campaña promocional con Spotify. Su décimo álbum, Jidō Karte, se lanzó digitalmente en noviembre de 2019, y físicamente el 8 de enero de 2020.
En 2020, la formación de Shinsei Kamattechan cambió por primera vez desde 2008, y el bajista Chibagin anunció el año anterior su intención de retirarse de la banda después del cierre de su gira final en enero. En una entrevista, Chibagin explicó su decisión de retirarse de la banda como resultado de sus preocupaciones sobre la seguridad financiera, expresando su deseo de encontrar una fuente de ingresos estable para mantener a su familia. Su última actuación con Shinsei Kamattechan, realizada el 13 de enero, se grabó en un vídeo titulado Shinsei Kamattechan «Melancholy × Melancholy» Tour Finale @ Zepp DiverCity Tokyo. La primera gira de la banda con su nueva formación estaba programada para comenzar en marzo, sin embargo, debido a las precauciones tomadas para evitar la propagación de COVID-19, la gira se pospuso hasta julio, y las fechas originales fueron reemplazadas por una gira en línea, retransmitido en directo desde un estudio de grabación. En diciembre, la banda volvió a participar en el tema de apertura de la cuarta y última temporada de Shingeki no Kyojin con la canción «My War». La canción fue lanzada como sencillo digital el 22 de febrero de 2021 bajo Pony Canyon Inc., con la portada nuevamente ilustrada por Isayama.

## Atención mediática
Shinsei Kamattechan ha recibido mucha atención de los medios en Japón, aunque Noko rara vez da entrevistas. La banda llamó especialmente la atención por el comportamiento errático de Noko durante una aparición televisiva en agosto de 2011 en el programa de música de TBS ComingSoon!!, con el presentador Masahiro Nakai descrito por los medios de comunicación como «desequilibrado». Sin embargo, fueron invitados nuevamente al programa para una segunda aparición en septiembre de 2011.

## Transmisiones
La banda es conocida por realizar transmisiones en vivo como Stickam, PeerCast, TwitCasting y el popular sitio web japonés Niconico para compartir vídeos. Los métodos de transmisión por el líder de la banda son particularmente notorios, quien llamó la atención por realizar un directo de una actuación no autorizada frente a la estación de Shibuya, y la posterior intervención de la policía local, en 2010.

## Miembros
Actuales
- Mono — líder, teclado, programación, pandereta
- Noko (の子) — vocalista, guitarra, teclado, programación, composición
- Misako (みさこ) — batería

- Yūnosuke (ユウノスケ) — bajo, coro

Antiguos
- Abesho (あべしょ) — guitarra, bajo
- Sanshirō (サンシロウ) — bajo
- Chibagin (ちばぎん) — bajo, coro

## Discografía

### Álbumes de estudio
| Título                                     | Detalles | Mejores posiciones | Ventas      |
| Título                                     | Detalles | JAP                | Ventas      |
| ------------------------------------------ | --- | ------------------ | ----------- |
| Tsumanne (つまんね)                        | - Lanzamiento: 22 de diciembre de 2010 - Discográfica(s): Warner Music Japan - Formato(s): CD, descarga digital  | 16                 | N/A         |
| Minna Shine (みんな死ね)                   | - Lanzamiento: 22 de diciembre de 2010 - Discográfica(s): Perfect Music - Formato(s): CD, descarga digital       | 17                 | N/A         |
| 8-gatsu 32-nichi e (8月32日へ)             | - Lanzamiento: 31 de agosto de 2011 - Discográfica(s): Warner Music Japan - Formato(s): CD, descarga digital     | 9                  | N/A         |
| Tanoshiine (楽しいね)                      | - Lanzamiento: 14 de noviembre de 2012 - Discográfica(s): Warner Music Japan - Formato(s): CD, descarga digital  | 31                 | N/A         |
| Eiyū syndrome (英雄syndrome)               | - Lanzamiento: 10 de septiembre de 2014 - Discográfica(s): Warner Music Japan - Formato(s): CD, descarga digital | 20                 | N/A         |
| Osanasa wo Nyuin Sasete (幼さを入院させて) | - Lanzamiento: 6 de septiembre de 2017 - Discográfica(s): Warner Music Japan - Formato(s): CD, descarga digital  | 27                 | - JAP: 1886 |
| Tsun×Dere (ツン×デレ)                      | - Lanzamiento: 4 de julio de 2018 - Discográfica(s): Warner Music Japan - Formato(s): CD, descarga digital       | 36                 | - JAP: 1985 |
| Jidō Karte (児童カルテ)                    | - Lanzamiento: 8 de enero de 2020 - Discográfica(s): Warner Music Japan - Formato(s): CD, descarga digital       | 18                 | - JAP: 2080 |

### Álbum recopilatorio
| Título                                  | Detalles | Mejores posiciones | Ventas |
| Título                                  | Detalles | JAP                | Ventas |
| --------------------------------------- | --- | ------------------ | ------ |
| Best Kamattechan (ベストかまってちゃん) | - Lanzamiento: 24 de junio de 2015 - Discográfica(s): Warner Music Japan - Formato(s): CD, descarga digital | 16                 | N/A    |

### EPs
| Título                                           | Detalles                                                                                                   | Mejores posiciones | Ventas      |
| Título                                           | Detalles                                                                                                   | JAP                | Ventas      |
| ------------------------------------------------ | --- | ------------------ | ----------- |
| Tomodachi wo Koroshite Made (友だちを殺してまで) | - Lanzamiento: 10 de marzo de 2010 - Discográfica(s): Perfect Music - Formato(s): CD, descarga digital     | 43                 | N/A         |
| Natsu.Install (夏.インストール)                  | - Lanzamiento: 6 de julio de 2016 - Discográfica(s): Warner Music Japan - Formato(s): CD, descarga digital | 28                 | - JAP: 2572 |

### Sencillos
| Título | Año  | Mejor posición | Mejor posición | Mejor posición | Ventas | Álbum                   |
| Título | Año  | JPN            | JPN            | JPN            | Ventas | Álbum                   |
| Título | Año  | Oricon         | Heat           | Hot 100        | Ventas | Álbum                   |
| --- | ---- | -------------- | -------------- | -------------- | ------ | ----------------------- |
| «Yūgata no Piano» | 2010 | 27             | *              | —              | N/A    | Best Kamattechan        |
| «Let's go Budokan!» | 2011 | —              | *              | —              | N/A    | Sin álbum               |
| «Chie-chan no Seisho» | 2012 | 20             | *              | —              | N/A    | Tanoshiine              |
| «Front Memory» | 2014 | 20             | *              | —              | N/A    | Eiyū Syndrome           |
| «Robot no Yoru» | 2014 | —              | *              | —              | N/A    | Eiyū Syndrome           |
| «Zuttomo» | 2014 | 34             | *              | —              | N/A    | Eiyū Syndrome           |
| «Yūgure no Tori / Hikari no Kotoba» | 2017 | 40             | *              | —              | N/A    | Osanasa wo Nyuin Sasete |
| «Delay» | 2019 | —              | *              | —              | N/A    | Jidō Karte              |
| «Mainichi ga News» | 2019 | —              | *              | —              | N/A    | Jidō Karte              |
| «My War» | 2020 | —              | 1              | 23             | N/A    | Sin álbum               |
| «–» indica que el lanzamiento no se posicionó en la lista o no se lanzó en esa región. * Heatseekers Songs se lanzó en diciembre de 2020. |      |                |                |                |        |                         |

### Colaboraciones
| Título                                                                   | Año  | Mejor posición | Álbum     |
| Título                                                                   | Año  | JPN            | Álbum     |
| ------------------------------------------------------------------------ | ---- | -------------- | --------- |
| «Os-Uchūjin» (con Asuka Ōgame como Erio wo Kamattechan)                  | 2011 | 15             | Sin álbum |
| «Yume no END wa Itsumo Mezamashi!» (con B.B.Queens como B.B.Kamattechan) | 2012 | 28             | Sin álbum |

## Premios y nominaciones
| Premio                       | Año  | Categoría           | Trabajo nominado                                              | Resultados | Ref.   |
| ---------------------------- | ---- | ------------------- | ------------------------------------------------------------- | ---------- | ------ |
| CD Shop Awards               | 2011 | Segundo premio      | Tomodachi wo Koroshite Made'                                  | Ganador    | [ 52 ] |
| MTV Video Music Awards Japan | 2011 | Mejor nuevo artista | «Michinaru Hou e»                                             | Nominado   |        |
| 6th Crunchyroll Anime Awards | 2022 | Mejor OP            | «My War» (del anime Attack on Titan: The Final Season Part 1) | Ganador    | [ 53 ] |